# Cadillac ELR
Cadillac ELR – hybrydowy samochód osobowy klasy średniej produkowany pod amerykańską marką Cadillac w latach 2013 – 2016.

## Historia modelu

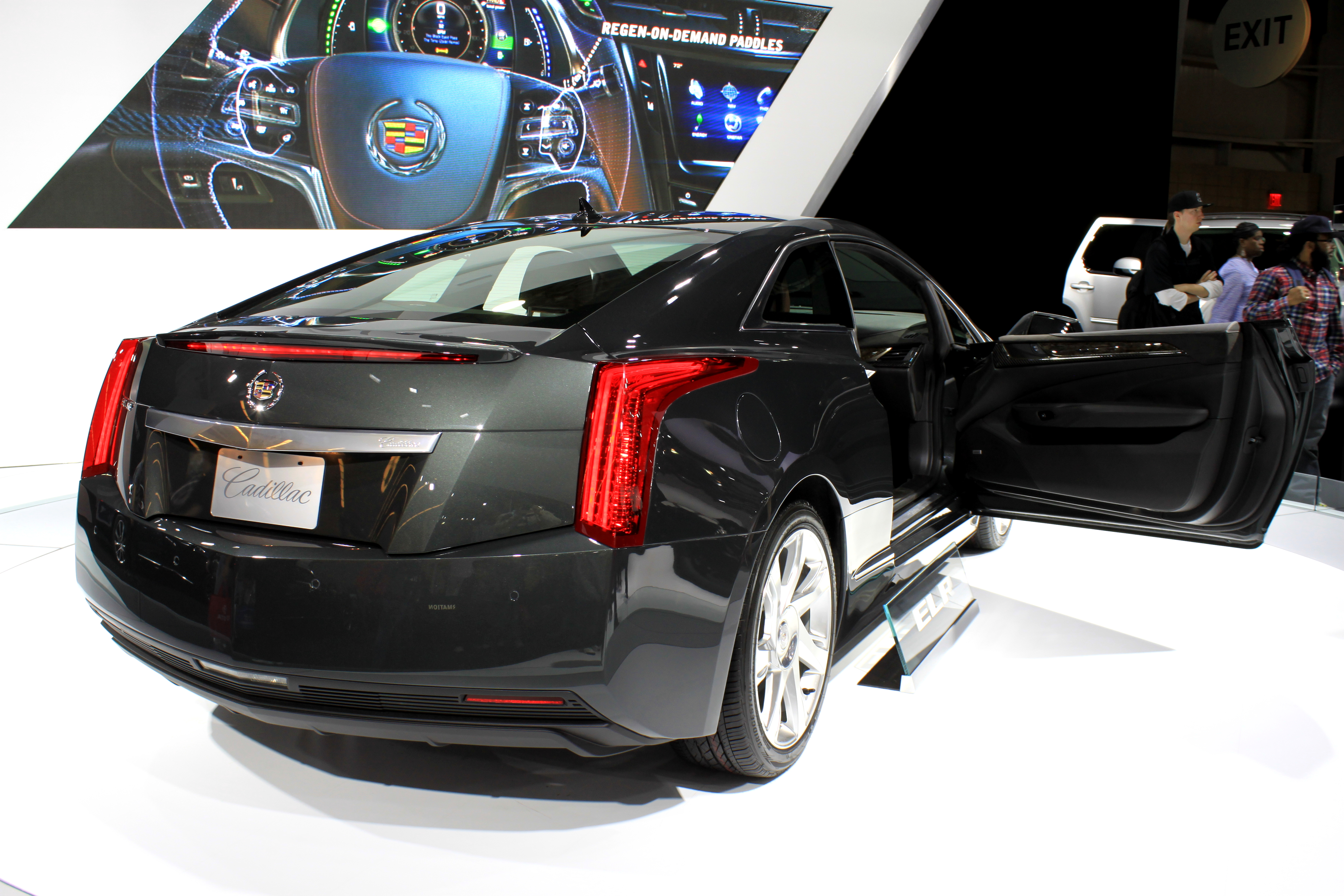
Cadillac ELR - tył

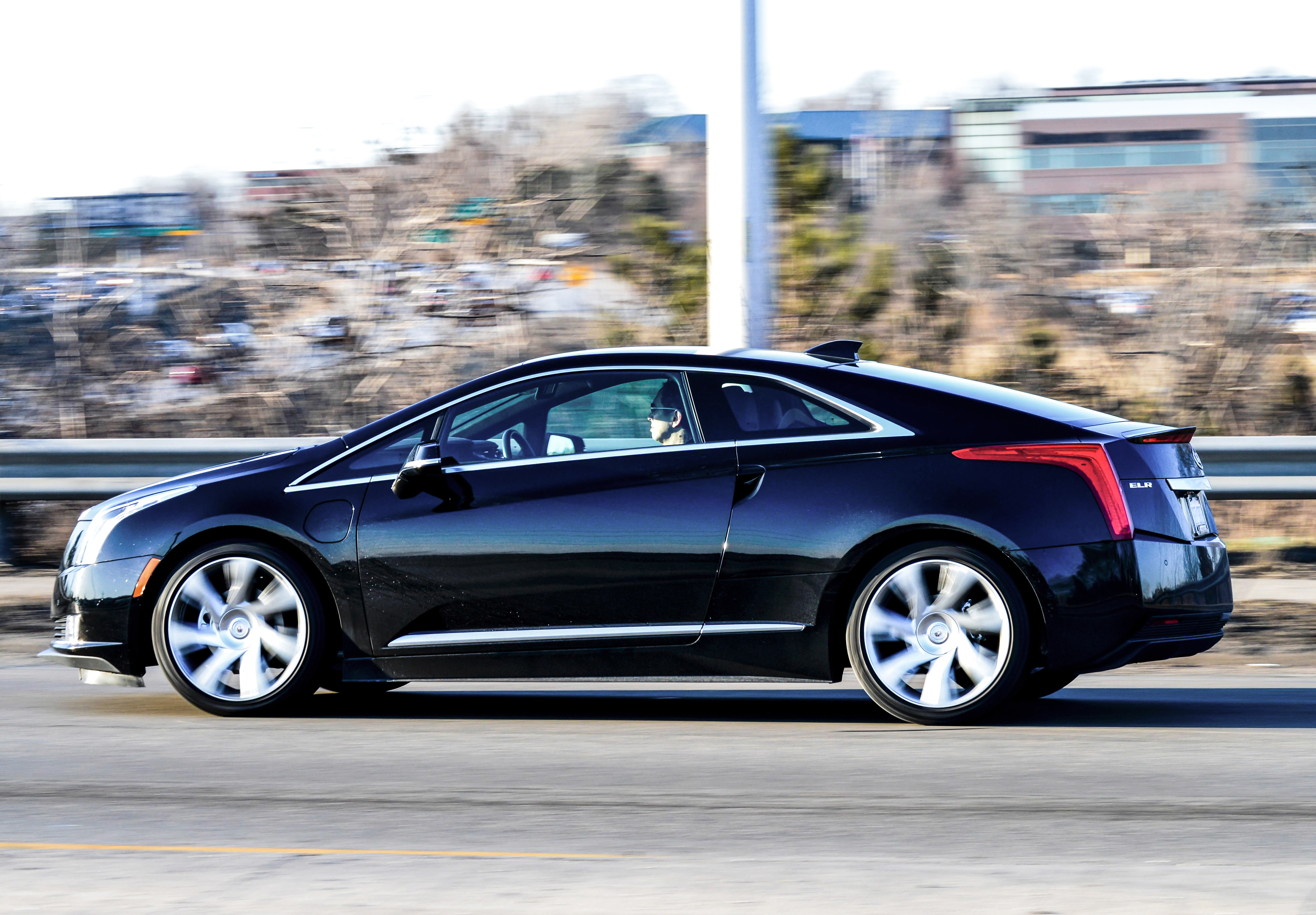
Cadillac ELR - sylwetka

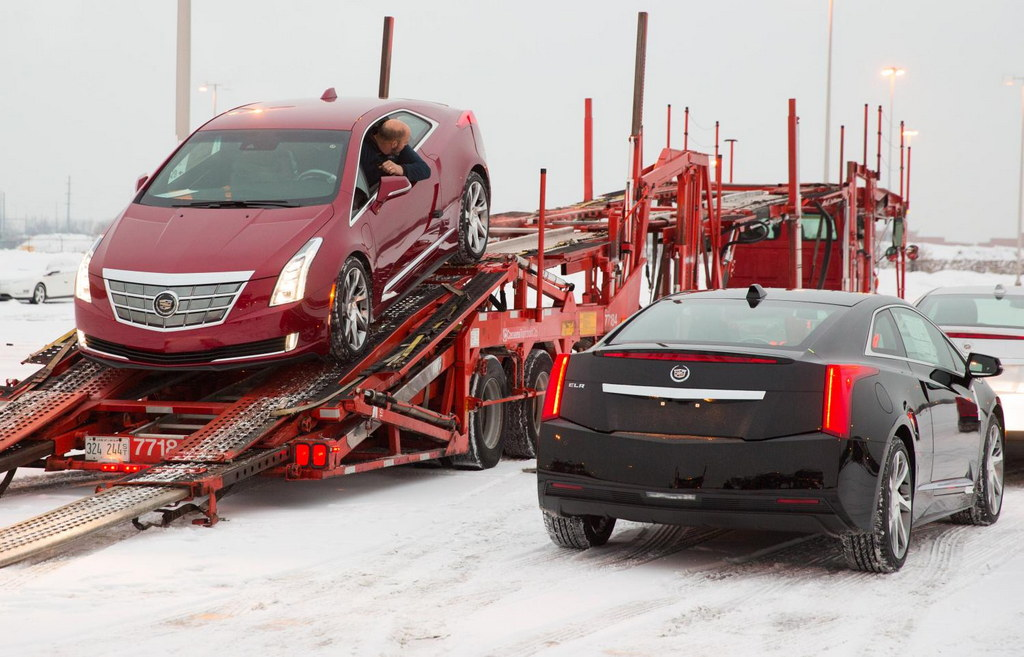
Dostawa pierwszych egzemplarzy, grudzień 2013

Studyjną zapowiedzią ELR był spalinowo-elektryczny samochód koncepcyjny o nazwie Cadillac Converj, którego premiera odbyła się w styczniu 2009 roku podczas Detroit Auto Show.
Produkcyjny samochód został przedstawiony 4 lata później na kolejnej edycji tej samej wystawy samochodowej w Detroit, otrzymując tym razem nazwę Cadillac ELR. Pojazd w obszernym zakresie odtworzył projekt stylistyczny i koncepcję techniczną prototypu z 2009 roku, wyróżniając się charakterystyczną, agresywnie stylizowaną bryłą z łagodnie poprowadzoną linią dachu z położoną pod dużym kątem przednią szybą i ostro ukształtowanymi reflektorami. 
Cadillac ELR został zbudowany na płycie podłogowej koncernu General Motors opracowanej z myślą o spalinowo-elektrycznych układach napędowych o przydomku GM Delta II. Platforma wraz z układem napędowym współdzielona była z innymi hybrydowymi pojazdami amerykańskiego koncernu jak Chevrolet Volt oraz znany z europejskiego rynku Opel/Vauxhall Ampera.
Układ zawieszenia ELR został zapożyczony z kolei z innego modelu GM, kompaktowego hatchbacka Opel Astra GTC, wyróżniając się systemem HiPerStrut z przodu oraz belką skrętną z drążkiem Watta w tylnej partii.
W 2015 roku samochód przeszedł zmiany wizualno-techniczne. ELR zyskał delikatnie przeprojektowaną atrapę chłodnicy z nowym logo firmowym Cadillac, nowe wzory aluminiowych obręczy kół oraz zwiększono moc silnika spalinowego z 210 do 233 KM.

### Koniec produkcji
Samochód nie zdobył rynkowej popularności - przez dwa lata produkcji sprzedano ledwie półtora tysiąca sztuk. Za przyczynę niepowodzenia modelu ELR uznawano wysokie ceny i niszową koncepcję nadwozia. Nie pomogły kosmetyczne zmiany w 2015 i 2016 roku przy okazji których cenę obniżono o 10 000 dolarów. Produkcja modelu została zakończona pod koniec 2016 roku.

### Wyposażenie
Standardowe wyposażenie pojazdu obejmuje m.in. system poduszek powietrznych, elektryczne sterowanie szyb, elektryczne sterowanie lusterek, Bluetooth, system audio firmy Bose Corporation wyposażony w 10-głośników oraz komputer pokładowy z 8-calowym ekranem dotykowym, skórzana tapicerka.

### Dane techniczne

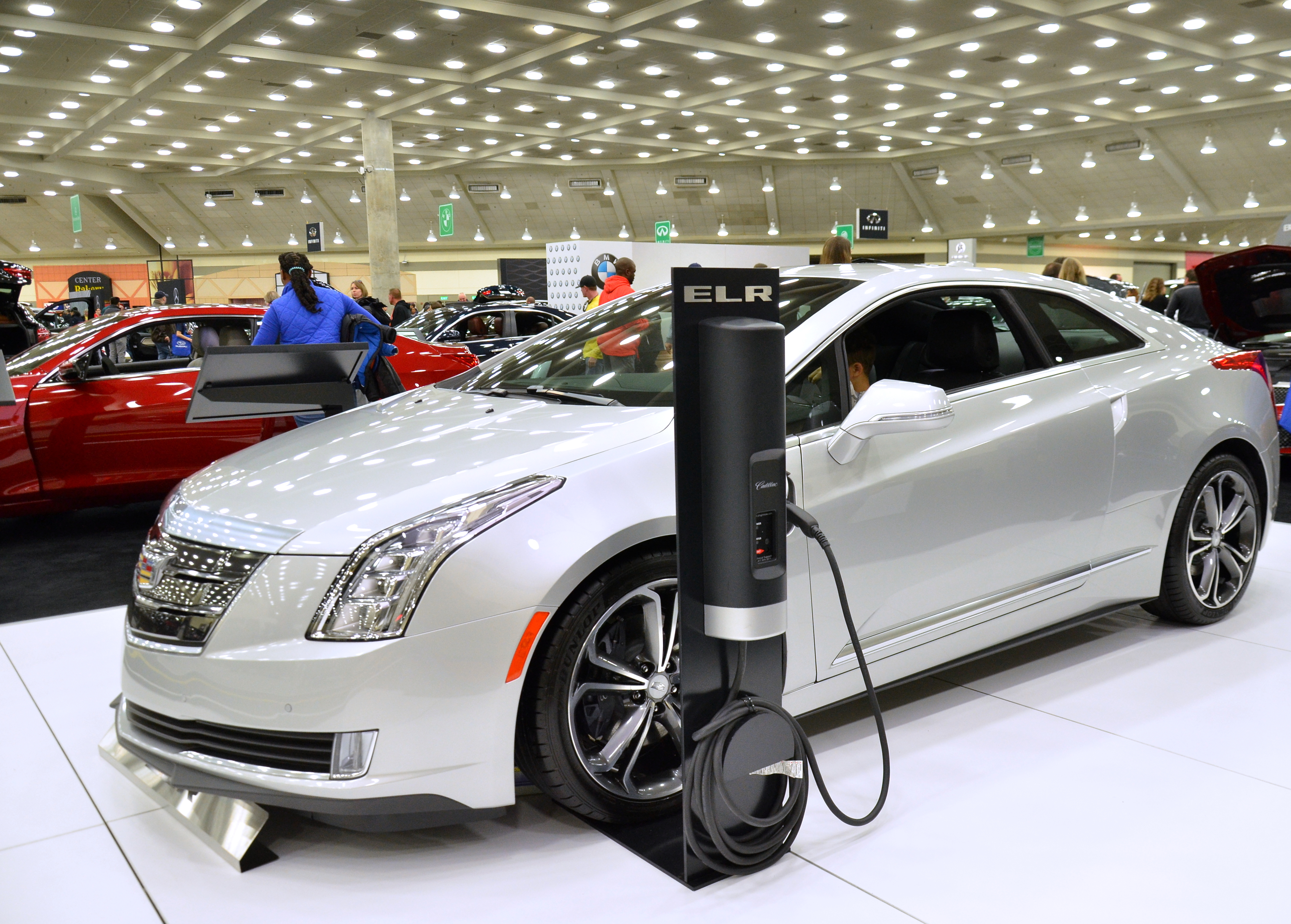
Późny Cadillac ELR podczas ładowania

Cadillac ELR został wyposażony został w zestaw akumulatorów oraz silnik elektryczny wspomagany generatorem, którym jest silnik benzynowy o pojemności 1.4 l i mocy 84 KM. Łączna moc pojazdu wynosi 210 KM. Zasięg pojazdu na jedynym ładowaniu silnika elektrycznego wynosi 56 km. 
Pojazd wyposażony został w możliwość wyboru jednego z czterech trybów jazdy: sportowy, górski, przystosowany do pokonywania tras oraz oszczędzający baterię, a także układ zawieszenia z pojazdu Opel Astra GTC czyli układ HiPerStrut z przodu oraz belka skrętna z drążkiem Watta z tyłu..